# Notophthiracarus inusitatus
Notophthiracarus inusitatus är en kvalsterart som först beskrevs av Wojciech Niedbała 1983.  Notophthiracarus inusitatus ingår i släktet Notophthiracarus och familjen Phthiracaridae. Inga underarter finns listade i Catalogue of Life.